# Planichloa
Planichloa és un gènere monotípic de plantes de la subfamília de les cloridòidies, família de les poàcies. La seva única espècie: Planichloa nervilemma B.K.Simon, és originària d'Austràlia.
Alguns autors ho inclouen en el gènere Ectrosia.
El nom del gènere deriva del grec en referència a les espiguetes molt aplanades.
Planta anual, amb culms de 12-40 cm d'alçada. Plantes bisexuals, amb espiguetes bisexuals; amb flors hermafrodites.